# Rumbo a la oscuridad
Rumbo a la oscuridad es una película uruguaya de 1992. Dirigida por Ricardo Islas, es un film de ciencia ficción apocalíptica protagonizado por Virginia Moar, Bruno Gea y Ricardo Islas.

## Sinopsis
Tras el inocente anuncio por parte de extraterrestres de limpiar el planeta de toda contaminación, se oculta un plan de exterminio de la raza humana.